# Maria Anna von und zu Dalberg
Maria Anna von und zu Dalberg (* 11. März 1891 auf Schloss Datschitz; † 22. Februar 1979 in Haus Loburg bei Coesfeld), mit vollem Namen: Maria Anna Prinzessin zu Salm-Salm, geb. Reichsfreiin von und zu Dalberg, war eine deutsche Winzerin. Sie war das letzte lebende Familienmitglied der Adelsfamilie von Dalberg.

## Leben
Maria Anna von und zu Dalberg war eine von drei Töchtern von Karl Heribert von Dalberg und dessen Frau, Gräfin Gabriele von Spiegel zum Desenberg-Hanxleden. Als Cousine von Johannes Evangelist von Dalberg, wurde sie 1940 Erbin dieses letzten männlichen Namensinhabers.
Am 10. November 1912 heiratete sie in Prag Prinz Franz Emanuel Konstantin zu Salm und Salm-Salm (1876–1965). Damit ging das Geschlecht der Reichsfreiherren von Dalberg im Hause Salm auf, deren Söhne sich fortan Salm-Dalberg nennen. Das Paar hatte sieben Kinder.
Das Paar musste aufgrund des Präsidial-Dekrets Nr. 12/1945 Sb. vom 21. Juni 1945 die Tschechoslowakei verlassen und lebte auf Schloss Wallhausen, zu dem ein umfangreicher Weinbergbesitz gehört, das ehemalige Prinz zu Salm-Dalberg’sche Weingut, heute: Weingut Prinz Salm. Maria Anna war Sternkreuzordensdame.
In den 1920er Jahren gehörte Maria Anna mit ihrem Mann zu den Gründern des Vereins der Naturweinversteigerer an der Nahe, des heutigen Verbands Deutscher Prädikatsweingüter (VDP). Ihr Sohn Franz Karl Prinz zu Salm-Salm (1917–2011) führte das Weingut weiter. Es ist heute im Besitz von dessen Sohn Michael zu Salm-Salm und das älteste in Deutschland, das sich – seit 1200 – ununterbrochen in Familienbesitz befindet.